# Harold Brainsby

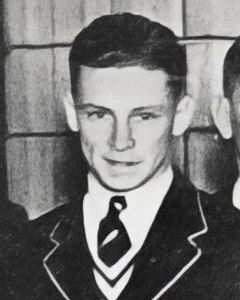
Harold Brainsby, 1934

Harold Kingsford Brainsby (* 5. Dezember 1910; † 1975) war ein neuseeländischer Dreispringer.
Bei den British Empire Games 1934 in London gewann er Bronze.
Am 24. März 1934 stellte er in Auckland mit 15,15 m einen nationalen Rekord auf, der 24 Jahre Bestand hatte.